# Кудук-Чилик (Азовський німецький національний район)
Кудук-Чилик (рос. Кудук-Чилик) — присілок у Азовському німецькому національному районі Омської області Російської Федерації.
Належить до муніципального утворення Пришибське сільське поселення. Населення становить 354 особи.

## Історія
Згідно із законом від 30 липня 2004 року органом місцевого самоврядування є Пришибське сільське поселення.

## Населення
| 1926 | 2002 | 2010 |
| ---- | ---- | ---- |
| 151  | ↗486 | ↘354 |